# Federazione delle Biblioteche Ecclesiastiche "Fides"
La Federazione delle biblioteche ecclesiastiche "Fides" è l'associazione dei rappresentanti ufficiali delle biblioteche della Chiesa cattolica in Polonia o che rientrano nella sua giurisdizione, fondata dalla Conferenza Episcopale Polacca nel 1995. Scopi principali della Federazione sono l'informatizzazione e la standardizzazione del lavoro delle biblioteche teologiche. La Federazione è membro ordinario di BETH (Bibliotheques Européennes de Théologie).

## Storia
La Federazione delle Biblioteche Ecclesiastiche "Fides" ha iniziato la sua attività in maniera non ufficiale il 23 settembre 1991, su iniziativa di p. Krzysztof Tadeusz Gonet - allora vicedirettore della Biblioteca del Seminario teologico metropolitano superiore di Varsavia . In un incontro dei rappresentanti delle principali biblioteche ecclesiastiche, a Varsavia, è stato costituita una commissione preparatoria, per preparare la fondazione della Federazione, ed è stato raccomandato alle biblioteche di utilizzare un formato di dati di catalogo uniforme sviluppato per FIDES, basato sul formato MARC. È stato inoltre incoraggiato l'uso del programma bibliotecario MAK della Biblioteca nazionale polacca.
Negli anni 1991–1995 il programma MAK è stato installato in molte biblioteche ecclesiastiche e sono stati organizzati numerosi corsi di formazione; parallelamente, è iniziato un trasferimento dei dati; la Federazione è stata la prima ad accumulare i dati della Guida bibliografica e ha iniziato a scaricare i dati attuali tramite Internet. In questo stesso periodo è iniziata la creazione di un catalogo centrale delle biblioteche appartenenti a FIDES, disponibile su Internet dal 1993 (nella prima fase dal computer PLEARN dell'Università di Varsavia). È stato il secondo catalogo online in Polonia dopo i database della Biblioteca dell'Università di Scienza e Tecnologia di Wrocław . Nel 1994 la Federazione ha pubblicato il primo CD-ROM con un catalogo centralizzato e altre banche dati proprie.
Dopo quattro anni di attività, il 18 marzo 1995, la Federazione “Fides” è stata ufficialmente costituita dalla Conferenza Episcopale Polacca e ha ricevuto statuto e personalità giuridica dalla Chiesa e dallo Stato. Gli organi della Federazione sono il Consiglio Direttivo, il Comitato di Controllo e l'Assemblea Generale. Le Assemblee generali di FIDES si svolgono ogni anno presso le sedi delle varie biblioteche aderenti. Dal 1995 viene pubblicata anche la rivista semestrale "Fides". Bollettino delle biblioteche ecclesiastiche.
Negli anni 1999–2009 l'Ufficio per lo Sviluppo e l'Informatizzazione della Federazione “Fides”, il cui direttore era p. Krzysztof Tadeusz Gonet, ha organizzato la formazione e si è occupato dell'installazione e della manutenzione del programma della biblioteca MAK, ha sviluppato un catalogo centrale e ha reso disponibili le banche dati FIDES su Internet. L'Ufficio ha inoltre svolto i lavori preparatori per la conversione delle banche dati FIDES nel formato MARC 21 e ha lavorato allo sviluppo del "Dizionario delle parole chiave della teologia e delle scienze ecclesiastiche". Dal luglio 2003, FIDES ha (e aggiorna costantemente) una copia completa di CKHW (il catalogo NUKAT delle voci formali dei modelli) sotto forma di database del programma MAK e dal 1 gennaio 2004 distribuisce CKHW alle biblioteche che utilizzano MAK. Nell'ottobre 2004 la Federazione ha sviluppato un motore di ricerca online per cataloghi e banche dati bibliografiche, FIDKAR, basato sul protocollo Z39.50. Questo software, installato in oltre 30 centri di informazione delle biblioteche in Polonia, contribuisce anche allo sviluppo di altre reti di biblioteche, non solo ecclesiastiche (ad esempio biblioteche pubbliche). Nel settembre 2006, la Federazione FIDES ha lanciato la propria biblioteca digitale, utilizzando il software dLibra, entrando nella rete delle biblioteche digitali in Polonia.
Dall'aprile 2011 è iniziata la realizzazione e la messa a disposizione su Internet della Bibliografia elettronica delle scienze teologiche, realizzata in collaborazione con la Biblioteca Nazionale. Da luglio 2014 viene creato un catalogo comune delle biblioteche aderenti alla Federazione. Alla fine del 2015 hanno aderito al catalogo 12 biblioteche. Anche il catalogo e le biblioteche che lo compongono hanno avviato una collaborazione con il catalogo NUKAT. Il catalogo è realizzato sulla base del sistema informatico KOHA .
La Conferenza Episcopale Polacca, nella sua 337ª Assemblea Plenaria tenutasi dal 18 al 19 ottobre 2006 a Varsavia, ha affidato la funzione di Delegato della stessa Conferenza Episcopale alla Federazione delle Biblioteche Ecclesiastiche “Fides” il vescovo prof. Andrzej Siemieniewski . 
Nel 2012 la Federazione contava 84 membri, dei quali la maggior parte sono biblioteche delle facoltà teologiche e seminari teologici superiori (diocesani e religiosi) della Polonia.

## Presidenti
- 2022– – o. Grzegorz Filipiuk OFMCap
- 2001–2022 – Jerzy Witczak
- 1994–2001 – Jan Bednarczyk
- 1991–1994 – Tadeusz Stolz